# درابر هيل
درابر هيل (بالإنجليزية: Draper Hill)‏ هو رسام كاريكاتير أمريكي، ولد في 1 يوليو 1935 في بوسطن في الولايات المتحدة، وتوفي في 13 مايو 2009.